# Gare de Laqueuille
Gare de Laqueuille vasútállomás Franciaországban, Saint-Julien-Puy-Lavèze településen.

## Vasútvonalak
Az állomást az alábbi vasútvonalak érintik:
- d'Eygurande - Merlines–Clermont-Ferrand-vasútvonal
- Laqueuille au Mont-Dore-vasútvonal

## Kapcsolódó állomások
A vasútállomáshoz az alábbi állomások vannak a legközelebb: